# Heinrich Kirchhoff
Heinrich Kirchhoff (* 10. Juli 1874 in Essen-Rüttenscheid; † 29. Oktober 1934 in Wiesbaden) war ein
bedeutender Kunstsammler und Mäzen in der ersten Hälfte des 20. Jahrhunderts in Deutschland.

Josef Eberz: Tropischer Garten (Garten Kirchhoff), 1918, Lithographie, 42 × 32 cm

## Leben
Heinrich Kirchhoff ließ sich im Jahr 1908 in Wiesbaden nieder. Am 27. April 1908 reichte er bei der Stadt Wiesbaden einen Bauantrag ein, um auf dem Grundstück Beethovenstraße Nr. 10 eine Villa durch den Essener Architekten Paul Dietzsch erbauen zu lassen. Hinter der noch heute stehenden repräsentativen Villa ließ er einen Garten nach seinen eigenen Plänen anlegen. Im Jahr 1909 heiratete er Tony (eigentlich Antonie) Heinzberger, mit der er die Kinder Maria, Antonie und Karlheinz hatte. Um 1914 begann Kirchhoff, Gemälde zu sammeln. Aufgrund des umfangreichen Erbes seines Vaters musste er nicht arbeiten und konnte sich vollkommen seiner Sammlung widmen. Anfangs kaufte er vor allem Werke des Jugendstils und des Impressionismus, später ausschließlich des Expressionismus. Mit der Machtergreifung der Nationalsozialisten 1933 galten die Werke seiner Sammlung als „Entartete Kunst“ und sie wurden aus dem Museum Wiesbaden, in dem sie zuvor ausgestellt worden waren, entfernt. Nach Kirchhoffs Tod wurde die Sammlung aufgelöst und verkauft.

## Künstler
Kirchhoff sammelte nicht nur Kunst, sondern unterstützte viele Künstler tatkräftig. Conrad Felixmüller und Walter Jacob stellte er den nötigen Wohnraum in Wiesbaden und kaufte ihnen regelmäßig Arbeiten ab. Infolge dieser engen Verbindung entstanden auch mehrere Porträts Kirchhoffs, seiner Familie und seines Gartens.
- Felixmüller über diese Zeit:

„In Wiesbaden ausgestellt zu werden, in der Sammlung Kirchhoff zu hängen, war eine Empfehlung. Ich danke Wiesbaden meine schönsten Erinnerungen.“
Eine besonders starke Verbindung pflegte Kirchhoff mit Alexej Jawlensky, der ab 1921 in Wiesbaden lebte. 1928 zog er in direkte Nachbarschaft zu Kirchhoff in die Beethovenstraße 9. In der Sammlung Kirchhoffs war Jawlensky besonders gut vertreten. Kirchhoff und Jawlensky verband eine enge Freundschaft und Kirchhoff finanzierte Jawlensky über Jahre. Diese Verbindung brach allerdings ab, da Jawlensky ein Verhältnis mit Kirchhoffs Frau Tony hatte, die er auch mehrfach porträtierte.

## Sammlung
- Heinrich Kirchhoff selbst über seine Sammeltätigkeit:

„Ich weiß genau, was Kunst und was Scheißdreck ist.“
Die moderne Kunstsammlung von Kirchhoff entstand zwischen 1914 und 1934 und gehörte zu den größten ihrer Art in Deutschland und wurde während dieser Zeit oft ausgestellt, vor allem im Museum Wiesbaden. Sie umfasste Jugendstilkünstler wie den Wiesbadener Hans Völcker und Fritz Erler, Impressionisten wie Max Liebermann und vor allem die Expressionisten.
Von diesen Künstlern waren unter anderem folgende in der Sammlung vertreten:
- Kreis der Künstlergruppe Der Blaue Reiter:

Alexej von Jawlensky; Wassily Kandinsky; Franz Marc; Paul Klee
- Kreis der Künstlergemeinschaft Die Brücke:

Erich Heckel; Otto Mueller; Emil Nolde
- Weitere Expressionisten:

Oskar Kokoschka; Christian Rohlfs; Walter Jacob; Conrad Felixmüller; George Grosz; Max Beckmann; Josef Eberz

## Gemälde der Sammlung
Die Sammlung Kirchhoff umfasste unter anderem folgende Gemälde:
- „Porträt Heinrich Kirchhoff“ (1918) von Max Liebermann (heute Museum Wiesbaden, Wiesbaden)
- „Turandot II“ (1912) von Alexej von Jawlensky (heute Sprengel-Museum, Hannover)
- „Die Wölfe“ (1913) von Franz Marc (heute Albright-Knox Art Gallery, Buffalo)
- „Gläserner Tag“ (1913) von Erich Heckel (heute Pinakothek der Moderne, München)
- „Maria Ägyptiaca“ (1912) von Emil Nolde (heute Kunsthalle Hamburg, Hamburg)
- „Familienbildnis Kirchhoff“ (1920) von Conrad Felixmüller (heute Museum Wiesbaden, Wiesbaden)
- „Die Familie Kirchhoff“ (1920) sowie „Der Garten Kirchhoff“ (o. J.) von Walter Jacob (heute beide Museum Wiesbaden, Wiesbaden)
- „Tropischer Garten“ (o. J.) von Josef Eberz (heute Museum Wiesbaden, Wiesbaden)
- „Widmung an Oskar Panizza“ (1917) von George Grosz (heute Staatsgalerie Stuttgart, Stuttgart)
- „Der Tod“ (1922) von Christian Rohlfs (heute Museum Folkwang, Essen)
- „Bruder und Schwester“ (1914) von Oskar Kokoschka (heute Leopold-Hoesch-Museum, Düren)